# Vall de Peixerani
La Vall de Peixerani és una vall d'origen glacial, subsidiària de la Ribera de Sant Nicolau, tributària per l'esquerra del Riu de Sant Nicolau. Es troba dins els termes municipals de la Vall de Boí (Alta Ribagorça) i d'Espot (Pallars Sobirà), i dins el Parc Nacional d'Aigüestortes i Estany de Sant Maurici. La vall es troba per sobre dels 2.000 metres i la seva superfície aproximada és de 5,2 km².

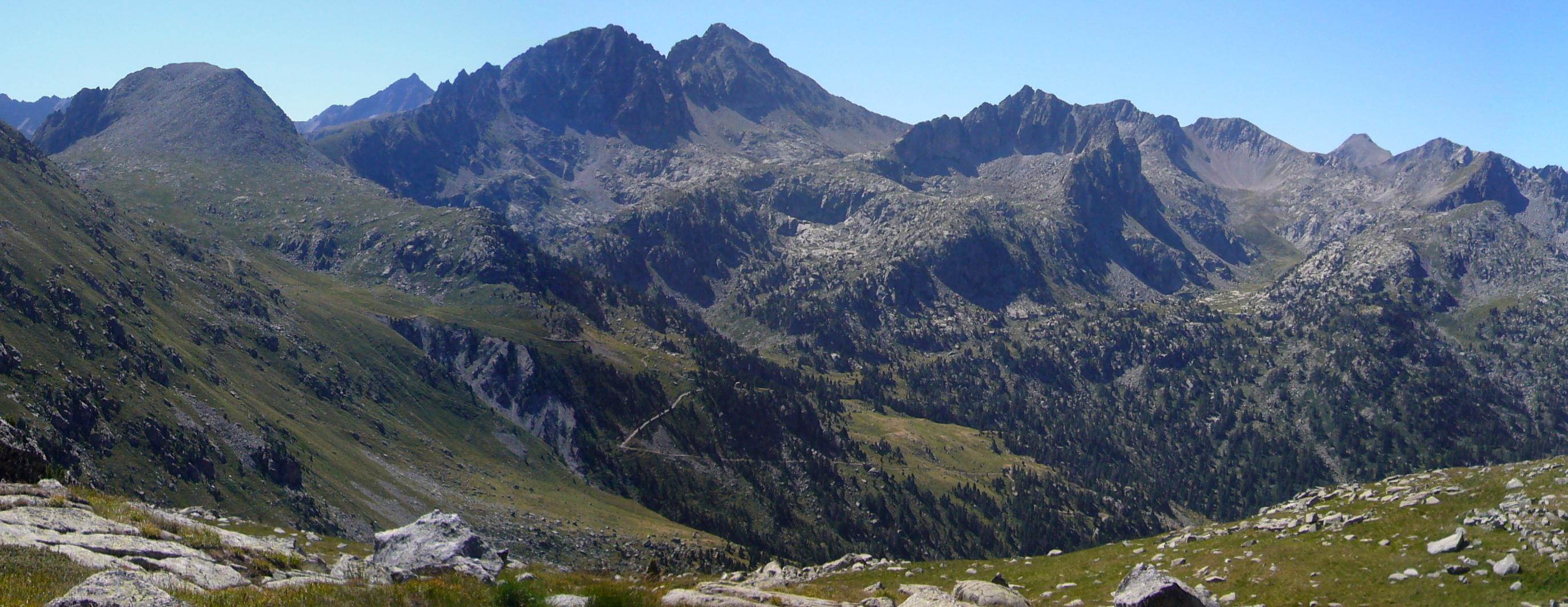
Vall de Peixerani vist des de Colomers d'Espot (Imatge amb anotacions)

El nom «podria derivar de peixera + andi (nom basc que vol dir gran), és a dir, peixera gran, zona de molts peixos».
La vall està dividida en tres parts ben diferenciades: la Coma dels Pescadors, que constitueix la banda dreta; la Coma d'Amitges, que conforma la banda esquerra; i el Barranc de Peixerani, que és on conflueixen les dues anteriors, a més de ser el punt per on la vall desaigua a l'Estany Llong, prop de l'indret on es troba el Pi de Peixerani.
El barranc neix al desguàs de l'Estany Nere. A la seva part alta, a peus de l'extrem sud-occidental del Portarró d'Espot, es troba la Bassa de les Granotes (2.324 m), que també desaigua pel seu extrem occidental al barranc.